# Illa Utitxi
Utitxi (en rus: Остров Утичий; Ostrov Utichy) és una petita illa de les illes Xantar, al mar d'Okhotsk. Administrativament pertany al Krai de Khabàrovsk, al Districte Federal de l'Extrem Orient de Rússia.

## Geografia
L'illa es troba entre el punt sud-oest de l'Illa Bolshoy Shantar i l'illa Ptitxi. Té una llargada de poc més d'2,5 km i una amplada màxima de mig quilòmetre.

## Història
Entre les dècades de 1850 i 1880 va ser freqüentada per baleners estatunidencs a la recerca de balenes de Groenlàndia. La van anomenar Little Stinker [pudent]. Juntament amb Ptitxi era considerada una de les illes Pudents.
L'1 d'agost de 1981 un Aeroflot Ilyushin Il-14 M es va estavellar al costat sud-oest de l'illa, morint les 11 persones que hi viatjaven.
Forma part del Pac Nacional de les illes Xantar. A l'estiu hi ha una gran colònia de Somorgollaire d'ulleres i una de més petita de Somorgollaire de Brünnich.